# Christina Staudinger
Christina Staudinger (* 23. Februar 1987) ist eine ehemalige österreichische Freestyle-Skierin in der Disziplin Skicross und frühere Skirennläuferin. Im alpinen Skirennsport war sie insbesondere in den Disziplinen Abfahrt und Super-G erfolgreich. 2012 wechselte sie zum Skicross.

## Biografie
Im alpinen Skirennsport bestritt Staudinger im Dezember 2002 ihre ersten FIS-Rennen, im Jänner 2006 fuhr sie erstmals unter die besten zehn. Wenige Tage später startete sie zum ersten Mal im Europacup und erreichte von Beginn an die Punkteränge. In den Jahren 2006 und 2007 erzielte sie Podestplätze bei den Österreichischen Jugendmeisterschaften. In der Saison 2008/2009 gelangen Staudinger die ersten Top-10-Platzierungen im Europacup. Sie kam am 20. Februar 2009 zu ihrem Weltcup-Debüt in der Super-Kombination von Tarvis, die sie an 43. Stelle beendete.
Am Beginn des nächsten Winters kam Staudinger zu weiteren Weltcupeinsätzen, bei denen sie aber noch nicht die Punkteränge erreichte, also unter die besten 30 fuhr. Ab Mitte Jänner startete sie wieder im Europacup und erzielte bis Saisonende insgesamt sechs Top-5-Platzierungen in Abfahrten und Super-Gs, darunter ihr erster und einziger Sieg im Super-G von Auron am 2. März 2010. Fünf Tage später gewann sie als 21. im Super-G von Crans-Montana ihre ersten Weltcuppunkte. Am 23. März 2010 gewann sie die Österreichische Meisterschaft in der Abfahrt.
Ihr bestes Weltcupresultat erreichte Staudinger am 9. Jänner 2011 mit Platz 17 im Super-G von Zauchensee. Weitere fünf Mal fuhr sie in der Saison 2010/2011 unter die schnellsten 30. Nachdem sie in der Saison 2011/2012 aber ohne Weltcuppunkte geblieben war, wurde sie im Frühjahr 2012 aus den Kadern des Österreichischen Skiverbandes entlassen.
Staudinger wechselte daraufhin zum Skicross. Im Dezember 2012 nahm sie an ihrem ersten Skicross-Weltcuprennen teil. Als Teil des österreichischen Teams nahm sie an den Olympischen Winterspielen 2014 in Sotschi teil.

## Erfolge

### Ski Alpin
Weltcup
- 1 Platzierung unter den besten 20

Europacup
- Saison 2009/2010: 5. Super-G-Wertung, 8. Abfahrtswertung
- 1 Sieg:

| Datum        | Ort   | Land       | Disziplin |
| ------------ | ----- | ---------- | --------- |
| 2. März 2010 | Auron | Frankreich | Super-G   |

Weitere Erfolge
- Österreichische Meisterin in der Abfahrt 2010
- 1 Sieg in FIS-Rennen

### Skicross
Olympische Spiele
- Sotschi 2014: 23. Skicross

Weltmeisterschaften
- Voss 2013: 18. Skicross
- Kreischberg 2015: 11. Skicross

Weltcup
- 2 Platzierungen unter den besten 30